# Wikstroemia sikokiana
Wikstroemia sikokiana är en tibastväxtart som beskrevs av Adrien René Franchet och Sav.. Wikstroemia sikokiana ingår i släktet Wikstroemia och familjen tibastväxter. Inga underarter finns listade i Catalogue of Life.

## Bildgalleri

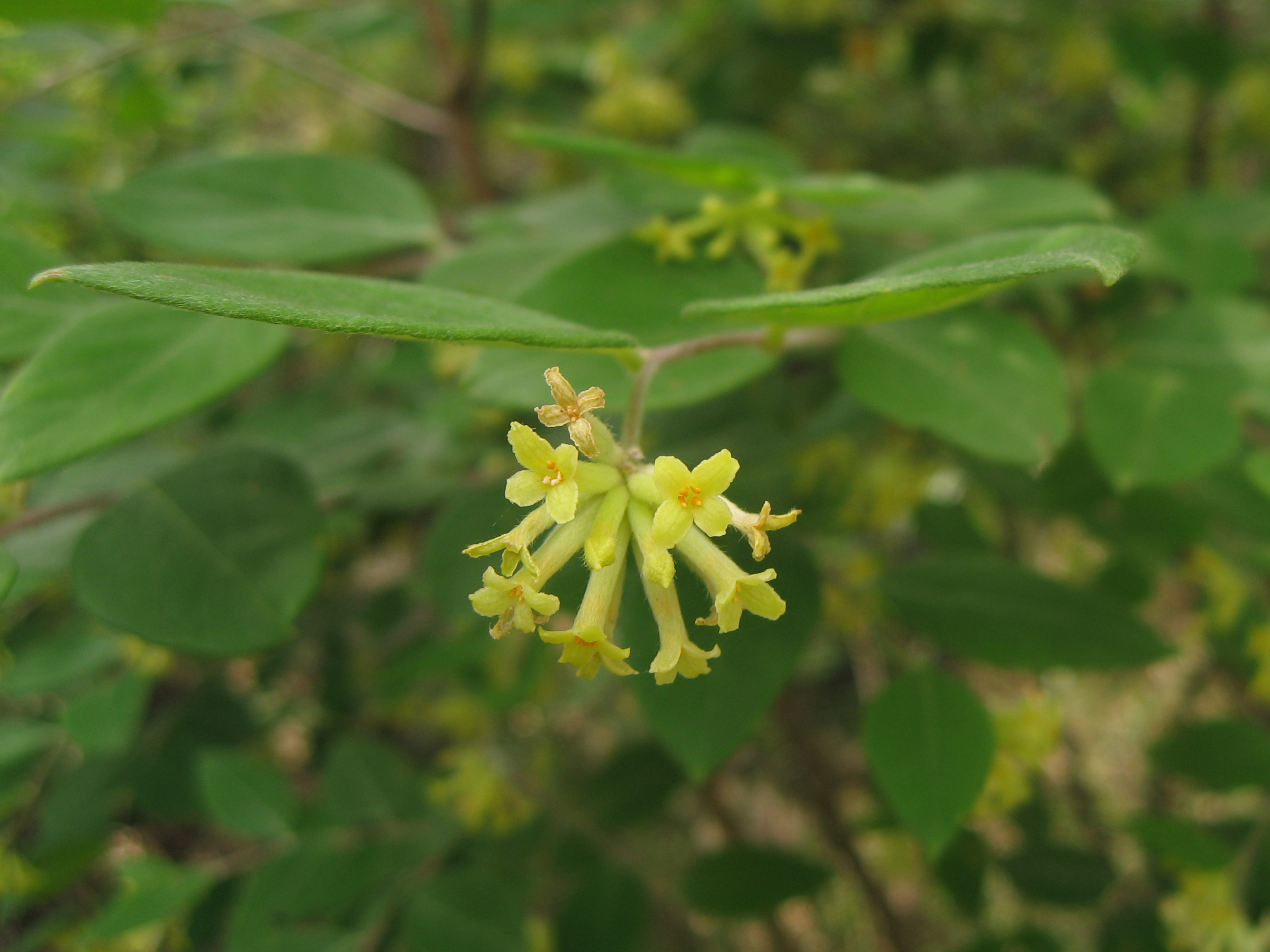
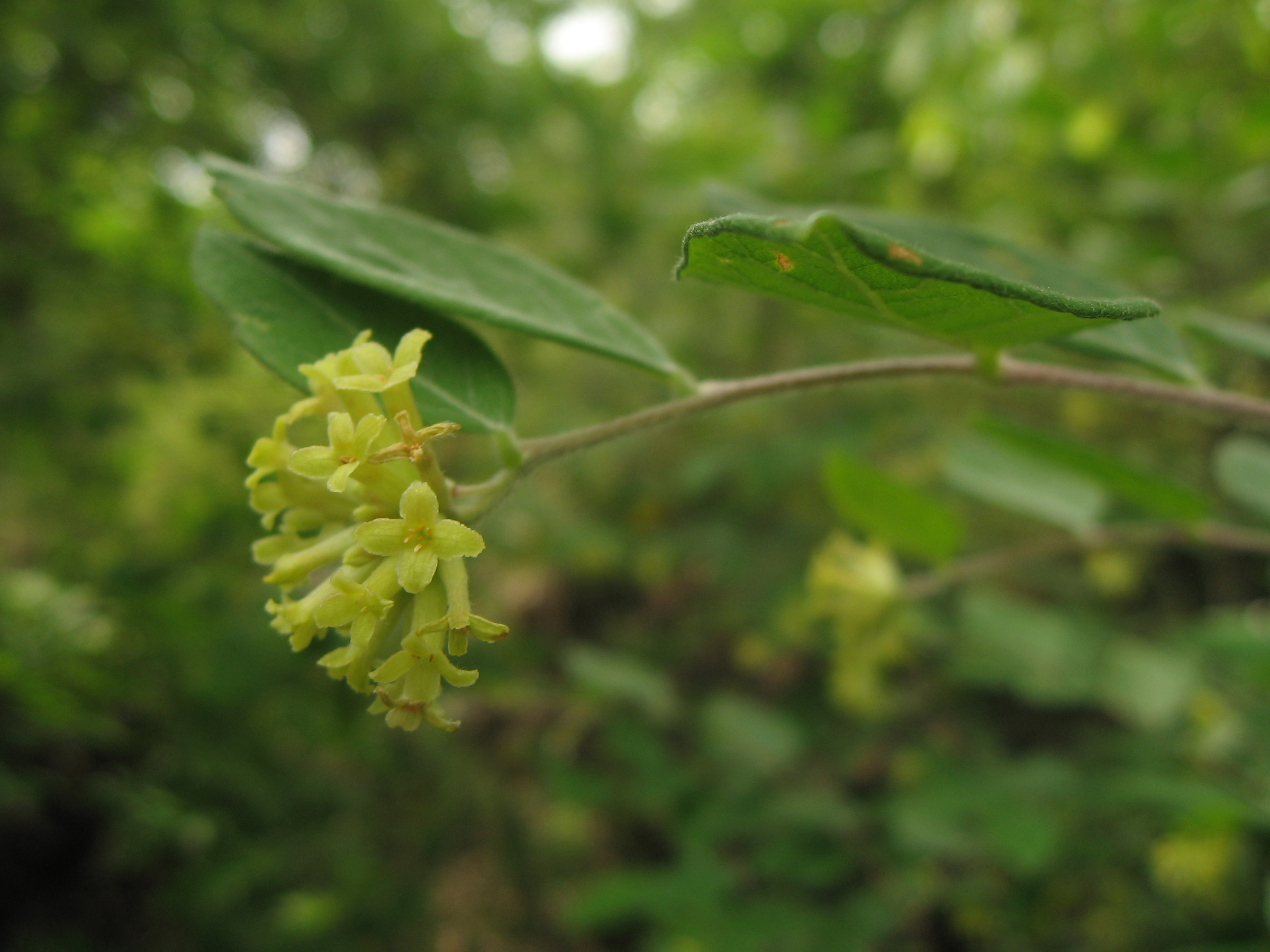
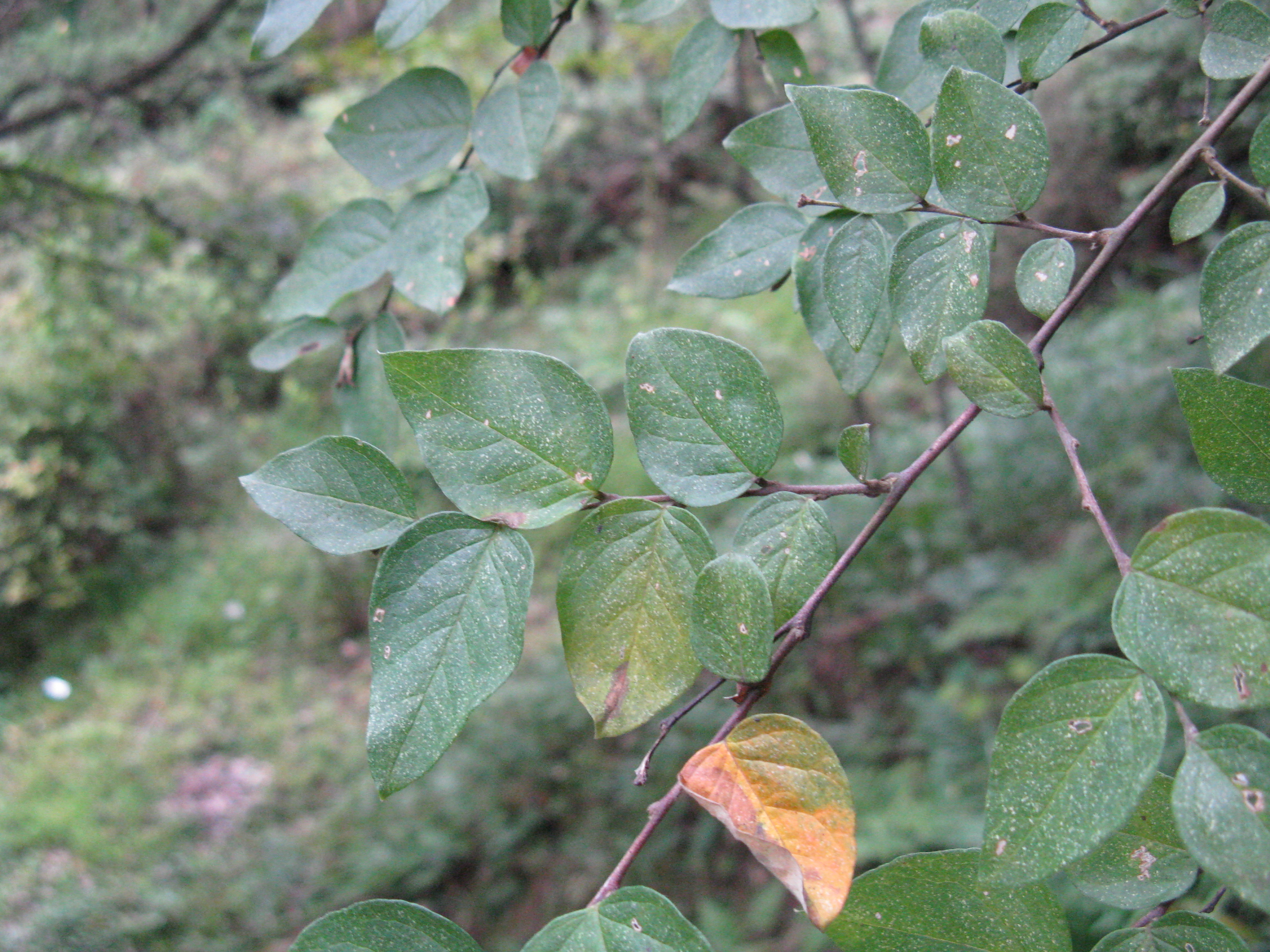
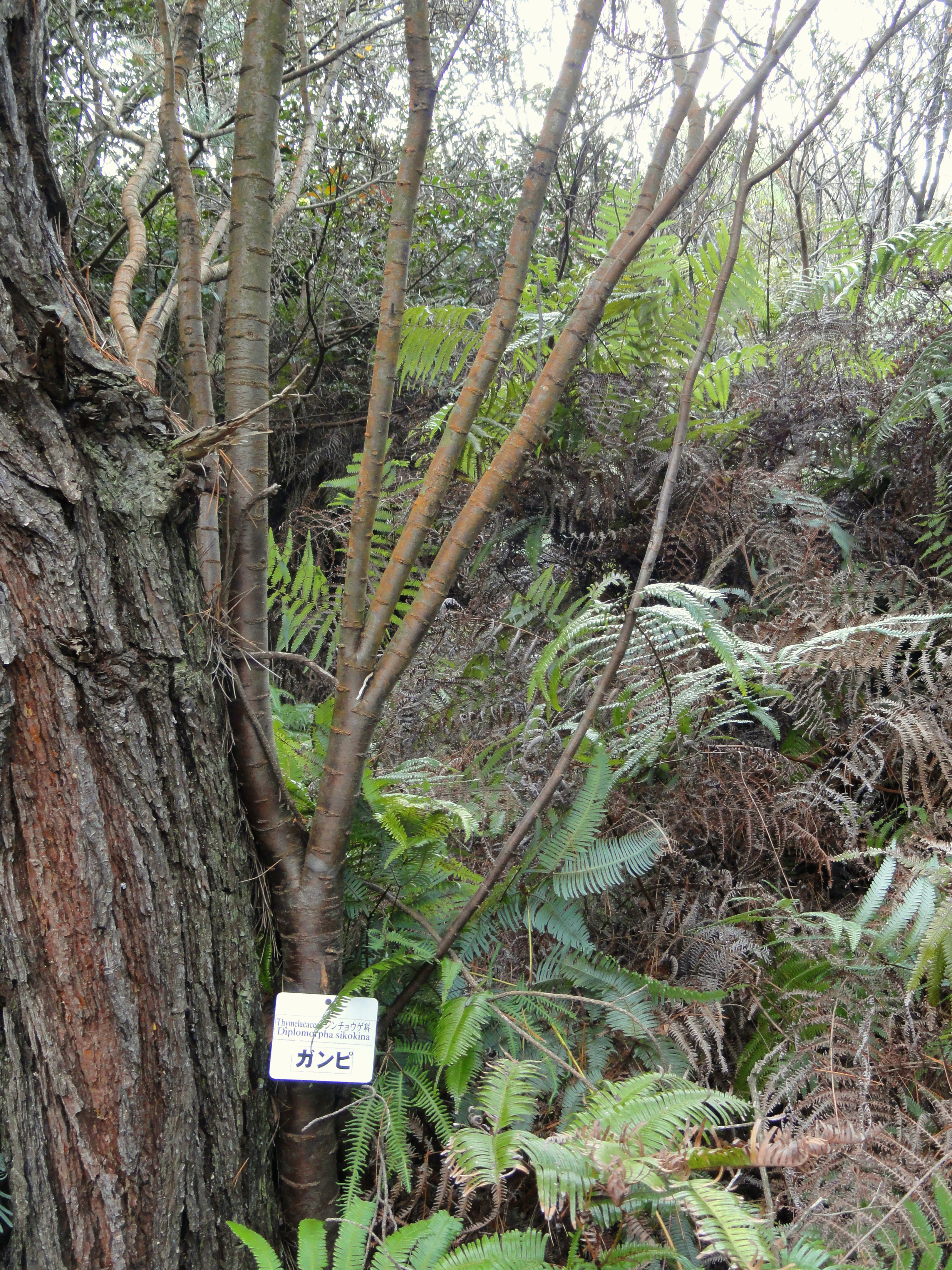